# Tauromaquia
Die Tauromaquia (vollständiger Titel: Tauromaquia o arte de torear á caballo y á pie) ist eine Schrift, in der erstmals die Regeln festgelegt wurden, nach denen der spanische Stierkampf im Wesentlichen bis heute durchgeführt wird. Der Text entwickelte sich bald zum populären Ratgeber und Lehrbuch aller Toreros.

## Inhalt derTauromaquia

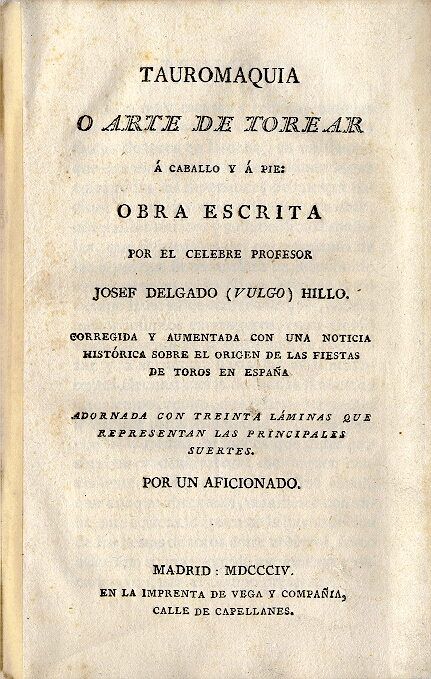
"Tauromaquia" von 1804, Titelseite

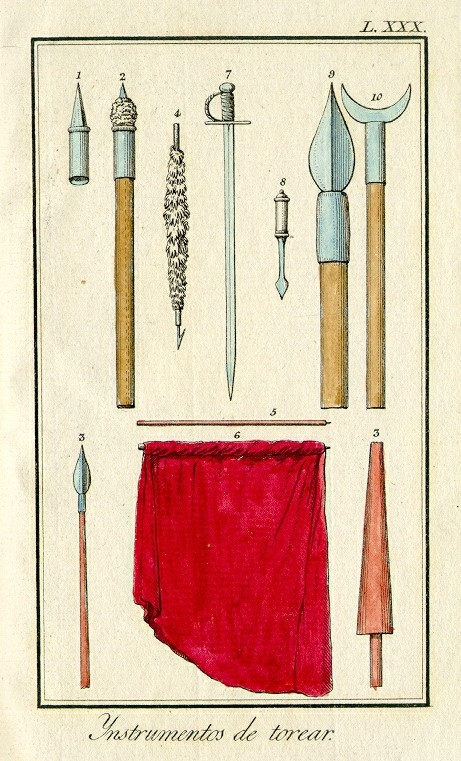
Bildtafel 30: "Die Werkzeuge des Stierkampfs"

Der Matador José Delgado y Galvez, genannt Pepe Hillo (1754–1801), beschrieb 1796 die Regeln, nach denen er seinen Beruf ausübte. Er propagierte eine seinerzeit noch neue Form der Auseinandersetzung mit dem Stier (corrida), die sich allmählich durchsetzte und bis heute als „fiesta nacional“ praktiziert wird. Damit wurden drei ältere Erscheinungsformen mit unterschiedlichen kulturellen und sozialen Hintergründen abgelöst: Adlige bekämpften den Stier vom Pferd aus mit der Lanze – man konnte das als Symbol für die Macht des Menschen über die ungezähmte Natur sehen; in den Dörfern fanden regellose Stierläufe statt, die auch als Verbundenheit der Bauern mit ihrem Vieh interpretiert wurden; und in den städtischen Schlachthöfen begingen die dort tätigen Berufsschlächter (Matadore) Stierschlachtfeste gemeinsam mit der armen Bevölkerung der Vorstädte.
Anklänge an diese drei Varianten fanden sich im neuen Regelwerk wieder, das im Zuge der Aufklärung entstand und von Pepe Hillo und anderen verbreitet wurde. Die oft gefährliche Unordnung früherer Veranstaltungen wurde ersetzt durch eine disziplinierte, bis ins Detail choreographierte Abfolge einzelner Handlungen. 
1804 erschien die zweite Auflage der Tauromaquia, überarbeitet von einem anonymen Stierkampfbegeisterten (aficionado) und ergänzt durch 30 formal recht anspruchslose Radierungen, die zum Teil auch nachträglich koloriert wurden. Sie schildern Schritt für Schritt den normalen Ablauf einer Corrida, in der gewöhnlich – in Abschnitten von jeweils etwa 20 Minuten Dauer – sechs Stiere getötet werden. Die Picadores versetzen dem Stier von gepanzerten Pferden herab Lanzenstiche in den Nacken. Die zu Fuß agierenden Bandilleros stechen dreimal je zwei kurze Spieße in sein Rückenfleisch. Der Matador tötet das Tier durch einen Degenstoß zwischen die Schulterblätter; ein Gehilfe verkürzt durch einen Fangstoß mit dem Dolch den Todeskampf. So erinnern die drei Hauptphasen an die Stierkämpfe des Adels, die bäuerlichen Stierfeste und an die Schlachtfeste der Vorstädte.

## DieTauromaquiabei Goya und Picasso
Beide Künstler, Francisco de Goya und Pablo Picasso, schufen grafische Stierkampf-Zyklen, die den Text Delgados zum Ausgangspunkt hatten, ihm aber nicht genau folgten. Die 33 Radierungen Goyas entstanden zwischen 1814 und 1816, in einer Tageszeitung warb er dafür: „Die Serie vermittelt eine Vorstellung von den Anfängen, dem Fortschritt und dem jetzigen Zustand dieser Feste in Spanien.“ Er verwendet den Stierkampf aber auch als patriotische Metapher: Der Stier stand für die geschlagenen französischen Besatzer Spaniens, der Matador für das siegreich kämpfende Volk. Picasso, ein leidenschaftlicher Anhänger des Stierkampfs, zudem ein Bewunderer Goyas, schuf im Jahr 1935 eine Radierungsfolge mit dem Titel Minotauromachie und erhielt später von einem Verleger aus Barcelona den Auftrag, eine Neuauflage der Tauromaquia zu illustrieren. 1957 stellte er angeblich in nur drei Stunden 26 Radierungen zum Thema fertig. Auch er hielt sich nicht streng an den Text, sondern wählte seine Motive weitgehend frei.

## Galerie
Abbildungen aus der zweiten Auflage der Tauromaquia, 1804.

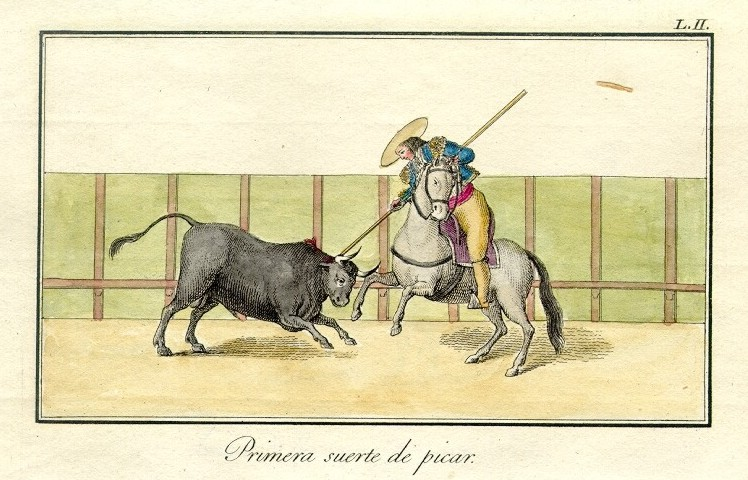
Bildtafel 2: „Die erste Phase: Das Lanzenstechen“.
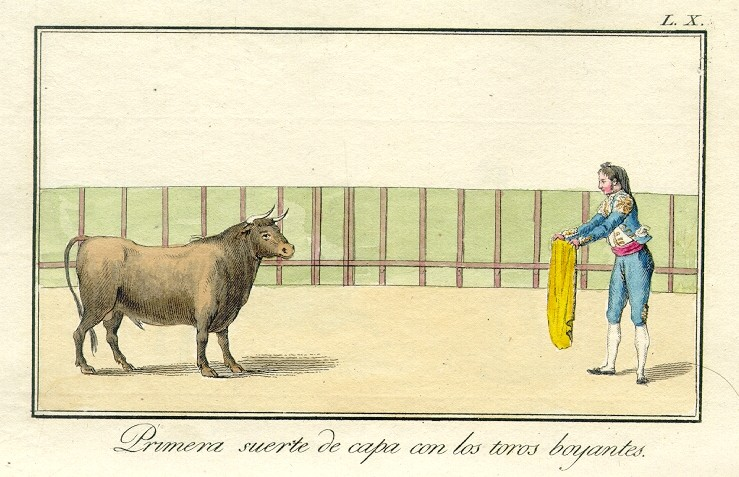
Bildtafel 10: „Der erste Gang mit dem Umhang (capa) bei lenkbaren Stieren“.
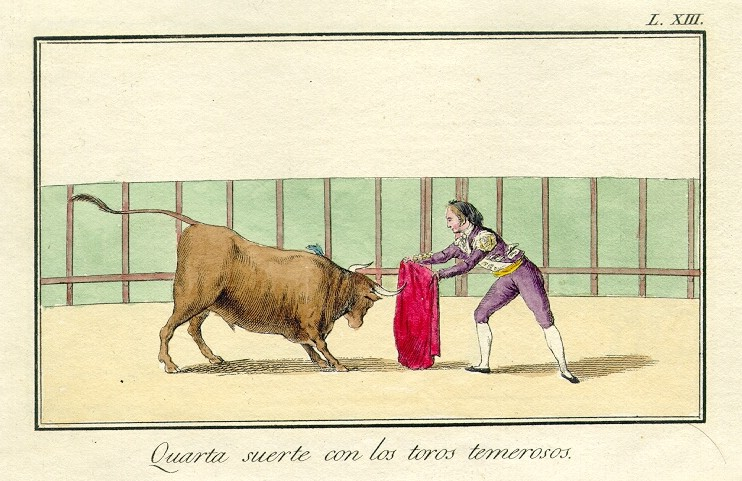
Bildtafel 13: „Der vierte Gang mit zaghaften Stieren“.
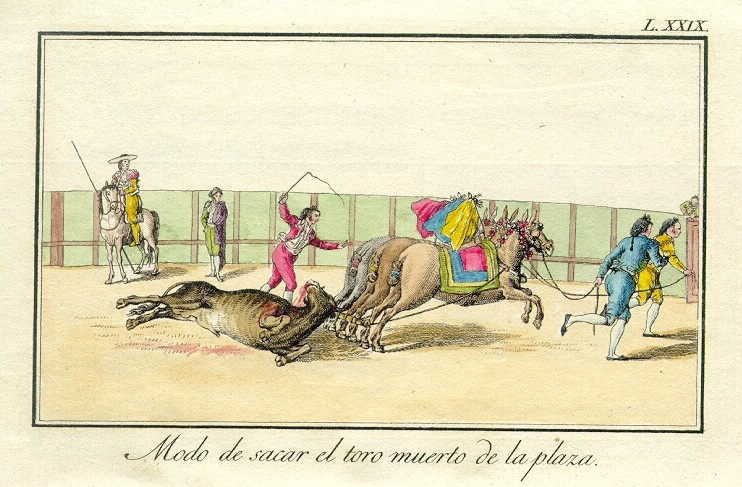
Bildtafel 29: „Die Art und Weise, den toten Stier vom Platz zu schleppen“.